# イーゴリ・イヴァノフ
イーゴリ・イヴァノフ（Igor Iwanow, 1923年 - 2005年）は、旧ソ連出身のヴァイオリン奏者。

## 経歴
1923年、ミンスクで生まれた。ワルシャワ音楽院でイレーナ・ドゥビスカに師事。1945年からワルシャワ国立フィルハーモニー管弦楽団のコンサートマスターを務め、1952年のヴィエニャフスキ国際ヴァイオリン・コンクールに出場して4位入賞を果たした。
2005年にスウェーデンで死去。

## ディスコグラフィ
- Karol Józef Lipiński (1964). II koncert skrzypcowy "Wojskowy" D-dur op. 21. Polskie Nagrania. OCLC 838889082
- Marek Sewen (1974). Warszawskie Smyczki. Polskie Nagrania. OCLC 751056918